# Wereldkampioenschappen baanwielrennen 1956
De wereldkampioenschappen baanwielrennen 1956 werden gehouden van 27 augustus tot en met 2 september 1956 in het Deense Kopenhagen. Er stonden vijf onderdelen op het programma, drie voor beroepsrenners en twee voor amateurs.

## Uitslagen

### Beroepsrenners
| Onderdeel     | Goud           | Goud      | Zilver            | Zilver              | Brons              | Brons       |
| ------------- | -------------- | --------- | ----------------- | ------------------- | ------------------ | ----------- |
| Sprint        | Antonio Maspes | Italië    | Reginald Harris   | Verenigd Koninkrijk | Oskar Plattner     | Zwitserland |
| Achtervolging | Guido Messina  | Italië    | Jacques Anquetil  | Frankrijk           | Kay-Werner Nielsen | Denemarken  |
| Stayeren      | Graham French  | Australië | Guillermo Timoner | Spanje              | Walter Bucher      | Zwitserland |

### Amateurs
| Onderdeel     | Goud            | Goud      | Zilver         | Zilver     | Brons             | Brons               |
| ------------- | --------------- | --------- | -------------- | ---------- | ----------------- | ------------------- |
| Sprint        | Michel Rousseau | Frankrijk | Jorge Bátiz    | Argentinië | Guglielmo Pesenti | Italië              |
| Achtervolging | Ercole Baldini  | Italië    | Leandro Faggin | Italië     | John Geddes       | Verenigd Koninkrijk |

### Medaillespiegel
| Plaats | Land                | Goud | Zilver | Brons | Totaal |
| 1      | Italië              | 3    | 1      | 1     | 5      |
| 2      | Frankrijk           | 1    | 1      | 0     | 2      |
| 3      | Australië           | 1    | 0      | 0     | 1      |
| 4      | Verenigd Koninkrijk | 0    | 1      | 1     | 2      |
| 5      | Argentinië          | 0    | 1      | 0     | 1      |
| 5      | Spanje              | 0    | 1      | 0     | 1      |
| 7      | Zwitserland         | 0    | 0      | 2     | 2      |
| 8      | Denemarken          | 0    | 0      | 1     | 1      |
| Totaal | Totaal              | 5    | 5      | 5     | 15     |